# Шантелуп (Ил и Вилен)
Шантелуп (фр. Chanteloup) насеље је и општина у северозападној Француској у региону Бретања, у департману Ил и Вилен која припада префектури Редон.
По подацима из 2011. године у општини је живело 1678 становника, а густина насељености је износила 95,72 становника/km². Општина се простире на површини од 17,53 km². Налази се на средњој надморској висини од 60 метара (максималној 109 m, а минималној 38 m).

## Демографија
| 1962. | 1968. | 1975. | 1982. | 1990. | 1999. | 2011. |
| ----- | ----- | ----- | ----- | ----- | ----- | ----- |
| 760   | 772   | 823   | 939   | 943   | 1.109 | 1.678 |

График промене броја становника у току последњих година